# Joe Schobert
Joseph Robert „Joe“ Schobert (* 6. November 1993 in Waukesha, Wisconsin) ist ein ehemaliger US-amerikanischer American-Football-Spieler in der National Football League (NFL). Er spielte zuletzt für die Tennessee Titans als Linebacker. Zuvor war er bereits bei den Cleveland Browns, den Jacksonville Jaguars und den Pittsburgh Steelers unter Vertrag.

## College
Nachdem zunächst keine Hochschule Interesse an Schobert gezeigt hatte, kam er nach einem öffentlichen Probetraining bei den Fighting Hawks der University of North Dakota als Walk-on unter. Durch die dort gezeigten Leistungen wurde die University of Wisconsin–Madison auf ihn aufmerksam, und er wechselte noch vor Saisonbeginn dorthin. Nach seiner ersten Saison für das dortige Team, die Badgers, erhielt er schließlich doch noch ein Stipendium.
In 45 Partien konnte Schobert insgesamt 172 Tackles setzen und 13,5 Sacks erzielen. Außerdem gelangen ihm sieben Fumbles.
Für seine guten Leistungen wurde er in diverse Auswahlmannschaften berufen und wiederholt ausgezeichnet, darunter auch mit der renommierten Jack Lambert Trophy.

## NFL

### Cleveland Browns
Schobert wurde beim NFL Draft 2016 von den Cleveland Browns in der 4. Runde als insgesamt 99. ausgewählt und erhielt einen Vierjahresvertrag in der Höhe von 2,97 Millionen US-Dollar.
Bereits in seiner Rookiesaison konnte er sich etablieren und kam in allen Spielen zum Einsatz, vier Mal davon als Starter, darüber hinaus wurde er auch in den Special Teams aufgeboten. War die Spielzeit 2017 für die Browns als Mannschaft enttäuschend – sie konnten kein einziges Spiel gewinnen –, so konnte Schobert persönlich konstant gute Leistungen erbringen. Mit 144 Tackles führte er gemeinsam mit Preston Brown und Blake Martinez die Liga an und wurde erstmals in den Pro Bowl berufen.
Auch in den folgenden beiden Saisonen spielte er konstant auf hohem Niveau. So gelangen ihm alleine 2019 vier Interceptions. 

### Jacksonville Jaguars
Im März 2020 unterschrieb Schobert bei den Jacksonville Jaguars einen Fünfjahresvertrag in der Höhe von 53,75 Millionen US-Dollar, 22,5 davon garantiert.

### Pittsburgh Steelers
Im August 2021 gaben die Jaguars Schobert für einen Sechstrundenpick an die Pittsburgh Steelers ab. Er kam für die Steelers in 16 Spielen als Starter zum Einsatz, in denen er 112 Tackles erzielte, sechs Pässe verteidigte, einen Fumble erzwang und eine Interception fing. Am 17. März 2022 wurde Schobert von den Steelers entlassen.

### Denver Broncos
Am 15. August 2022 nahmen die Denver Broncos Schobert unter Vertrag. Ende August 2022 wurde er entlassen.

### Tennessee Titans
Am 27. September 2022 schloss Schobert sich dem Practice Squad der Tennessee Titans an. Er kam in sechs Spielen für die Titans zum Einsatz, davon einmal als Starter, und verzeichnete 16 Tackles. Am 12. Dezember 2022 wurde Schobert entlassen.